# لوئی مورری
لوئی مورری (به فرانسوی: Louis Moréri) کشیش و دانشنامهنویس قرن هفدهم میلادی اهل فرانسه است.